# Чемпіонат Кабо-Верде з футболу
Чемпіонат Кабо — Верде з футболу або Campeonato Caboverdiano de Futebol — чемпіонат з футболу, який було створено в 1976 році в Кабо-Верде. Місцевий чемпіонат було створено в 1953 році до здобуття країною незалежності, коли острова все ще залишалися складовою частиною Португальської колоніальної імперії.

## Формат змагання
Чемпіонат розігрується в турнірі між чемпіонами дев'яти островів (10-ий острів, Санта-Лужія, незаселений).

### Команди-учасниці в сезоні 2015/16 років

#### Група «А»
- Дешпортіву да Прая — Переможець Чемпіонату острова Сантьягу (Південь)
- Дербі (Мінделу) — Друге місце в Чемпіонаті острова Сан-Вісенті
- Атлетіку (Рібейра Брава) — Переможець Чемпіонат острова Сан-Ніколау
- Сінагога (Санту-Антау) — Переможець Чемпіонату острова Санту-Антау (Північ)
- Спортінг (Брава) (Нова Сінтра) — Переможець Чемпіонату острова Брава
- Варандінья (Таррафал) — Переможець Чемпіонату острова Сантьягу (Північ)

#### Група «B»
- Академіку 83 (Віла ду Маю) — Переможець Чемпіонат острова Маю
- Академіку ду Аеропорту (Еспаргуш) — Переможець Чемпіонат острова Саль
- Академіка Порту Нову (Порту Нову) — Переможець Чемпіонату острова Санту-Антау (Південь)
- Мінделенше (Мінделу) — Чемпіон ліги 2015 року
- Саль-Рей — Переможець Чемпіонату острова Боа Вішта
- Вулканікуш (Сау Філіпе) — Переможець Чемпіонату острова Фогу

## До здобуття незалежності
В чемпіонаті були представлені клуби з острову Сан-Вісенте та клуби з острову Сантьягу, такий формат турніру тривав аж до кінця португальського панування.
- 1953: Академіка (Мінделу)
- 1954: Мінделенше
- 1955: змагання не відбулися
- 1956: Мінделенше
- 1957–59: змагання не відбулися
- 1960: Мінделенше вт Травадореш (Прая)
- 1961: Спортінг (Прая) вт Амарантеш
- 1962: Мінделенше
- 1963: Боавішта (Прая) вт Академіка (Мінделу)
- 1964: Академіка (Мінделу)
- 1965: Академіка (Прая) 3-2 Дербі
- 1966: Мінделенше вт Травадореш (Прая)
- 1967: Академіка (Мінделу)
- 1968: Мінделенше вт Травадореш (Прая) 0-1
- 1969: Спортінг (Прая) вт Мінделенше
- 1970: змагання не відбулися
- 1971: Мінделенше
- 1972: Травадореш (Прая) 2–2 1–0 Академіка (Мінделу)
- 1973: Кастілью 1–0 Віторія (Прая)
- 1974: Спортінг (Прая) 2–1 Кастілью (Мінделу)

### Виступи по клубам
| Клуб                | Перемог | Переможні року                           |
| ------------------- | ------- | ---------------------------------------- |
| Мінделенше          | 7       | 1954, 1956, 1960, 1962, 1966, 1968, 1971 |
| Спортінг (Прая)     | 2       | 1961, 1969                               |
| Академіка (Мінделу) | 3       | 1953, 1964, 1967                         |
| Травадореш          | 2       | 1972, 1974                               |
| Кастілью (Мінделу)  | 1       | 1973                                     |
| Академіка (Прая)    | 1       | 1965                                     |
| Боавішта (Прая)     | 1       | 1963                                     |

## Після здобуття незалежності
Вперші п'ять років між собою конкурували Барлавенту та Сотавенту. В 1980 році все змінилося, після того, як було введено систему плей-оф. Приблизну систему груп було сформовано в середині 1990-х років.
- 1975 : Чемпіонат не відбувся
- 1976 : Мінделенше (Мінделу) 0-0 3-0 Ботафогу (Кабо-Верде)
- 1977 : Мінделенше (Мінделу) 2-0 0-2 (4-3 pen) Спортінг (Прая)
- 1978 : Чемпіонат не відбувся через те, що переможець острову Сотавенту намагався оскаржити участь КС Мінделенше, переможець острову Барлавенту
- 1979 : Чемпіонат не відбувся
- 1980 : Ботафогу (Кабо-Верде) 2-1 Мінделенше (Мінделу)
- 1981 : Мінделенше (Мінделу) 2-0 Ботафогу Сау Філіпе
- 1982 : Чемпіонат не відбувся
- 1983 : Академіку (Саль-Реї) 2–0 Мінделенше (Мінделу)
- 1984 : Дербі (Мінделу) 6–5 по пенальті Академіка (Еспаргуш)[1]
- 1985 : Спортінг (Прая) 2-0 СК «Морабежа»
- 1986 : Чемпіонат не відбувся
- 1987 : Боавішта (Прая) 3-1 0-0 Атлетіку (Рібейра Брава) (Сау Ніколау)
- 1988 : Мінделенше (Мінделу) 2–0 0–1 Спортінг (Прая)
- 1989 : Академіка (Мінделу) Санта Марія (Саль)
- 1990 : Мінделенше 2-1 1-0 Дешпортіву да Прая
- 1991 : Спортінг (Прая) 0-0 1-0 Дешпортіву Рібейра Брава (Сан Ніколау)
- 1992 : Мінделенше (Мінделу) 0-0 1-1 Травадореш (Прая)
- 1993 : Академіка (Еспаргуш) 2–2 2–1 Боавішта (Прая)
- 1994 : Травадореш (Прая) 2–0 2–1 Атлетіку (Рібейра Брава) (Сау Ніколау)
- 1995 : Боавішта (Прая)[2]
- 1996 : Травадореш (Прая)[2]
- 1997 : Спортінг (Прая) 0–0 1–1 Мінделенше (Мінделу)
- 1998 : Мінделенше (Мінделу)[3]
- Чемпіоншип (Кабо-Верде) 1999 : Травадореш (Мінделу) 2–0 1–1 Вулканікуш (Сау Філіпе)
- Чемпіоншип (Кабо-Верде) 2000 : Дербі (Мінделу) 1–1 1–0 Академіка Операрія (Саль-Реї)
- Чемпіоншип (Кабо-Верде) 2001 : Онсе Унідуш (Віла де Маю)[4]
- Чемпіоншип (Кабо-Верде) 2002 : Спортінг (Прая)[5]
- Чемпіоншип (Кабо-Верде) 2003 : Академіку ду Аеропорту (Еспаргуш) 3–1 3–2 ФК «Ультрамаріна» (Таррафал)
- Чемпіоншип (Кабо-Верде) 2004 : ФК «Саль-Рей» (Саль-Рей) 2–0 1–2 Академіка (Прая)
- Чемпіоншип (Кабо-Верде) 2005 : Дербі (Мінделу) 1–1 4–3 Спортінг (Прая)
- Чемпіоншип (Кабо-Верде) 2006 : Спортінг (Прая) 1–0 2–2 Академіку ду Аеропорту (Еспаргуш)
- Чемпіоншип (Кабо-Верде) 2007 : Спортінг (Прая) 0–0 1–1 Академіка (Мінделу)
- Чемпіоншип (Кабо-Верде) 2008 : Спортінг (Прая) 0–1 3–0 ФК «Дербі» (Мінделу)
- Чемпіоншип (Кабо-Верде) 2009 : Спортінг (Прая) 2–0 1–1 Академіка (Прая)[6]
- Чемпіоншип (Кабо-Верде) 2010 : Боавішта (Прая) 2–0 1–0 Спортінг (Прая)
- Чемпіоншип (Кабо-Верде) 2011 : Мінделенше 0–0 1–0 Спортінг (Прая)
- Чемпіоншип (Кабо-Верде) 2012 : Спортінг (Прая) 1–1 0–0 Атлетіку (Рібейра Брава) (Сан-Ніколау)
- Чемпіоншип (Кабо-Верде) 2013 : Мінделенше 3–0 2–2 Академіка Порту Нову
- Чемпіоншип (Кабо-Верде) 2014 : Мінделенше 2–1 0–0 Академіка Фогу
- Чемпіоншип (Кабо-Верде) 2015 : Мінделенше 1–1 1–1 (4–3 по пенальті) ФК «Дербі» (Мінделу)
- Чемпіоншип (Кабо-Верде) 2016 : Мінделенше 0-1, 1-0 (Мінделенше переміг по пен.) Академіка Порту Нову

### Виступи по клубам
| Клуб                   | Перемог | Переможні роки                                                         |
| ---------------------- | ------- | ---------------------------------------------------------------------- |
| Мінделенси             | 12      | 1976, 1977, 1981, 1988, 1990, 1992, 1998, 2011, 2013, 2014, 2015, 2016 |
| Спортінг (Прая)        | 9       | 1985, 1991, 1997, 2000, 2006, 2007, 2008, 2009, 2012                   |
| Дербі                  | 3       | 1984, 2000, 2005                                                       |
| Боавішта (Прая)        | 3       | 1987, 1995, 2010                                                       |
| Травадореш             | 2       | 1994, 1996                                                             |
| Академіка (Мінделу)    | 1       | 1989                                                                   |
| Академіку (Саль-Реї)   | 1       | 1983                                                                   |
| Академіку ду Аеропорту | 1       | 2003                                                                   |
| Академіка (Еспаргуш)   | 1       | 1993                                                                   |
| Амарантеш (Мінделу)    | 1       | 1999                                                                   |
| Ботафогу (Кабо-Верде)  | 1       | 1980                                                                   |
| Онсе Унідуш            | 1       | 2001                                                                   |

### Виступи по островах
| Клуб        | Перемог | Переможні роки                                                                                       |
| ----------- | ------- | --- |
| Сан-Вісенті | 17      | 1976, 1977, 1981, 1984, 1988, 1989, 1990, 1992, 1998, 1999, 2000, 2005, 2011, 2013, 2014, 2015, 2016 |
| Сантьягу    | 14      | 1985, 1987, 1991, 1994, 1995, 1996, 1997, 2000, 2006, 2007, 2008, 2009, 2010, 2012                   |
| Саль        | 2       | 1993, 2003                                                                                           |
| Боа Вішта   | 1       | 1983                                                                                                 |
| Фогу        | 1       | 1980                                                                                                 |
| Маю         | 1       | 1996                                                                                                 |